# Bonini földirigó
A bonin földirigó (Zoothera terrestris) a madarak osztályának verébalakúak (Passeriformes) rendjébe és a rigófélék (Turdidae) családjába tartozó faj. 
Nemének egyetlen kihalt faja.

## Előfordulása
Japánhoz tartozó Ogaszavara-szigetek, más néven Bonin-szigetek területén volt honos. A természetes élőhelye mérsékelt övi erdőkben volt.

## Megjelenése
Akkora volt, mint az ismertebb fekete rigó. Tollazata barna színű volt, sötétebb és világosabb mintázattal.

## Életmódja
Feltehetően üregekben élt a földön.

## Kihalása
A fajt kizárólag Heinrich von Kittlitz német tudós látta élőben. A szigeteken nem éltek emlős ragadozók, ezért röpképtelenné vált, így a betelepült patkányok és macskák ellen nem volt esélye.